# Вест-Денніс (Массачусетс)
Вест-Денніс (англ. West Dennis) — переписна місцевість (CDP) в США, в окрузі Барнстебел штату Массачусетс. Населення — 2304 особи (2020).

## Географія
Вест-Денніс розташований за координатами 41°39′58″ пн. ш. 70°10′1″ зх. д. / 41.66611° пн. ш. 70.16694° зх. д. (41.666244, -70.167064).  За даними Бюро перепису населення США в 2010 році переписна місцевість мала площу 10,90 км², з яких 8,45 км² — суходіл та 2,45 км² — водойми.

## Демографія
Згідно з переписом 2010 року, у переписній місцевості мешкали 2242 особи в 1174 домогосподарствах у складі 601 родини. Густота населення становила 206 осіб/км².  Було 2947 помешкань (270/км²).
Расовий склад населення:
| - 94,1 % — білих - 1,5 % — чорних або афроамериканців - 1,2 % — азіатів - 0,6 % — корінних американців - 1,2 % — осіб інших рас |

До двох чи більше рас належало 1,3 %. Частка іспаномовних становила 2,1 % від усіх жителів.
За віковим діапазоном населення розподілялося таким чином: 11,2 % — особи молодші 18 років, 53,7 % — особи у віці 18—64 років, 35,1 % — особи у віці 65 років та старші. Медіана віку мешканця становила 57,1 року. На 100 осіб жіночої статі у переписній місцевості припадало 85,0 чоловіків;  на 100 жінок у віці від 18 років та старших — 82,7 чоловіків також старших 18 років.
Середній дохід на одне домашнє господарство  становив 74 973 долари США (медіана — 47 449), а середній дохід на одну сім'ю — 103 320 доларів (медіана — 75 417). Медіана доходів становила 43 500 доларів для чоловіків та 40 040 доларів для жінок. За межею бідності перебувало 11,2 % осіб, у тому числі 32,0 % дітей у віці до 18 років та 10,9 % осіб у віці 65 років та старших.
Цивільне працевлаштоване населення становило 1101 особа. Основні галузі зайнятості: освіта, охорона здоров'я та соціальна допомога — 25,5 %, мистецтво, розваги та відпочинок — 18,8 %, роздрібна торгівля — 12,4 %, науковці, спеціалісти, менеджери — 11,4 %.